# Patrice Ledoux
Pour les articles homonymes, voir Ledoux.
Patrice Ledoux est un producteur de cinéma français.

## Biographie
Patrice Ledoux est nommé en 1985 directeur général de Gaumont, succédant à ce poste à Daniel Toscan du Plantier. Il exercera cette fonction jusqu'en mars 2004. Sidonie Dumas le remplace à ce poste.
Il exerce ponctuellement des activités de producteur délégué et de producteur exécutif.
Il fonde en septembre 2004 la société de production de cinéma Pulsar Productions, par laquelle il exerce maintenant ses activités de production et de coproduction.

## Filmographie sélective
- 1976 : Des journées entières dans les arbres de Marguerite Duras
- 1984 : Carmen de Francesco Rosi
- 1988 : Le Grand bleu de Luc Besson[10]
- 1990 : Nikita de Luc Besson
- 1991 : Atlantis de Luc Besson
- 1993 : Un, deux, trois, soleil de Bertrand Blier
- 1994 : Léon de Luc Besson
- 1997 : Le Cinquième Élément de Luc Besson
- 1998 : Les Visiteurs 2 : Les Couloirs du temps de Jean-Marie Poiré (producteur exécutif)
- 1998 : Le Grand Bleu de Luc Besson[11]
- 1998 : Hanuman de Frédéric Fougea
- 1999 : Jeanne d'Arc de Luc Besson
- 2001 : Le Placard de Francis Veber
- 2001 : Les Visiteurs en Amérique de Jean-Marie Poiré
- 2001 : J'ai faim !!! de Florence Quentin
- 2002 : Le Raid de Djamel Bensalah
- 2003 : Ripoux 3 de Claude Zidi
- 2004 : Albert est méchant de Hervé Palud
- 2005 : L'Empire des loups de Chris Nahon
- 2008 : L'emmerdeur de Francis Veber (producteur délégué)
- 2017 : A bras ouverts de Philippe de Chauveron